# Compianto sul Cristo morto (Perugino)
Il Compianto sul Cristo morto è un dipinto a olio su tavola (220x195 cm) di Pietro Perugino, datato 1495 e conservato nella Galleria Palatina di Firenze.

## Storia
Il dipinto venne eseguito per le monache clarisse del convento di Santa Chiara. Considerata tra i vertici dell'artista, fu ampiamente ammirata, facendo da modello anche per altri lavori, come la Pietà di Fra Bartolomeo (n. 64) e la Pietà di Luco di Andrea del Sarto (n. 68), entrambe alla Palatina.
All'epoca delle soppressioni napoleoniche l'opera venne trasportata a Parigi, dove rimase dal 1799 al 1814. Destinata inizialmente alla Galleria dell'Accademia, nel 1834 venne sistemata a Palazzo Pitti.

## Descrizione e stile

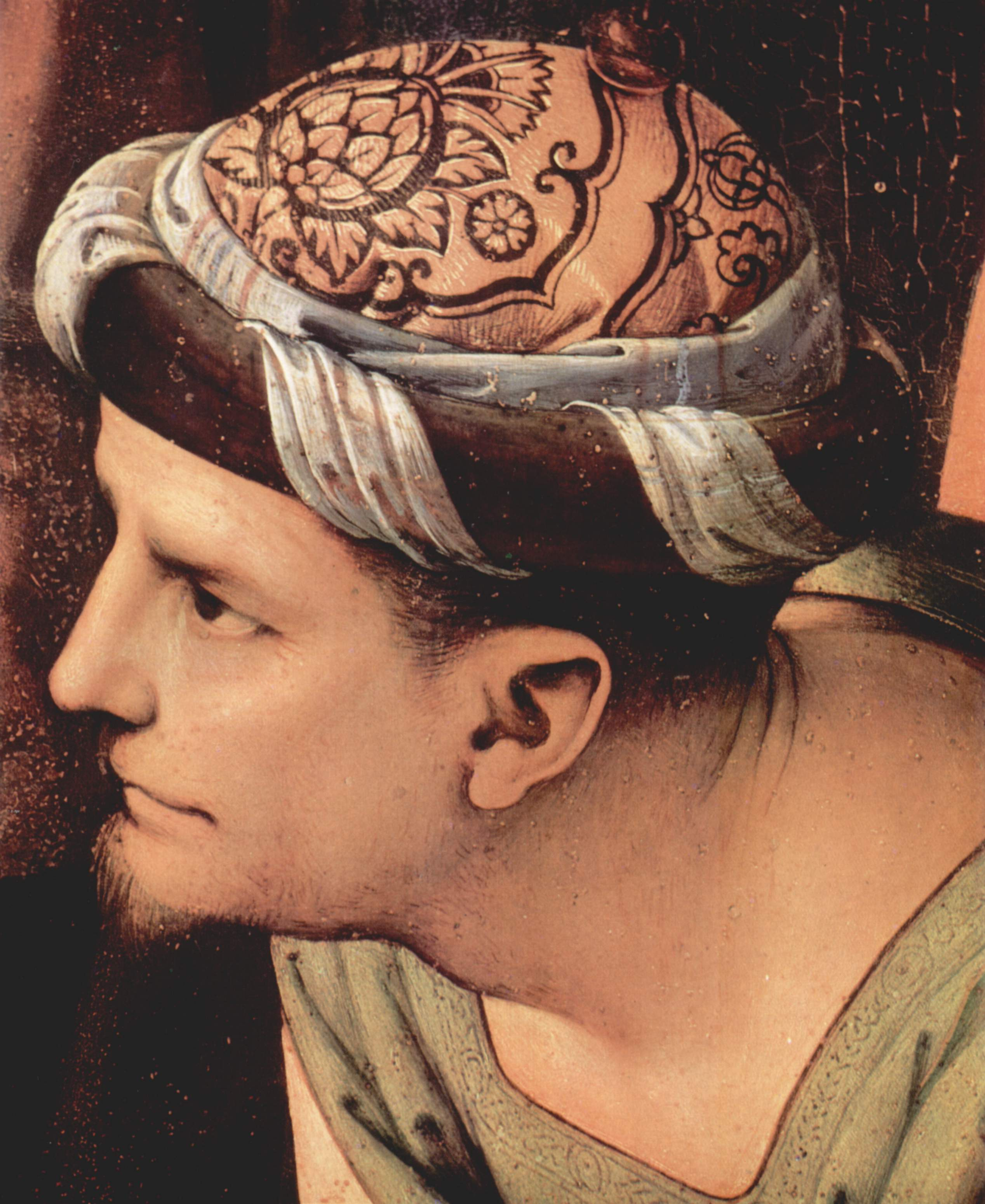
Giuseppe d'Arimatea (dettaglio)

L'opera è emblematica della produzione dell'artista per la ricchezza di personaggi e la varietà di atteggiamenti, tutti comunque intonati a un sentimento corale, ricco di rapporti psicologici tra le varie figure, ma anche pacato, che facilitasse la contemplazione religiosa senza rinunciare a un appagante senso di armonia e bellezza.
In un dolcissimo paesaggio collinare, punteggiato da alberelli frondosi e digradante verso il centro del dipinto, come in una vallata lacustre dove si affaccia anche una città fortificata, si apre la scena del Compianto, tutta svolta in primo piano nella metà inferiore del dipinto. Al centro si trova il corpo di Cristo morto, disteso su un sudario bianco, tenuto in posizione da una delle pie donne, da Nicodemo e da Giuseppe d'Arimatea, indossante un ricco cappello con damaschi floreali. La Madonna regge il braccio del figlio morto, indirizzandogli uno sguardo commosso, pieno di pathos. Tre pie donne stanno attorno in misurate pose: una avvicina i pugni intrecciati al volto in segno di costernazione, una regge dolcemente il capo di Gesù, un'altra prega inginocchiata ai suoi piedi. Al centro spicca la Maddalena, vestita di un rosso sgargiante, che solleva le mani in un gesto di sorpresa e chiude il triangolo compositivo che ha ai vertici della base Nicodemo e Giuseppe d'Arimatea. Chiudono ai lati due gruppi di figure: a sinistra Giovanni apostolo e la donna già citata, a destra tre uomini che sembrano discorrere tra loro.
La scena è impostata secondo uno schema pacato e piacevole, ordinato dalle regole della simmetria e delle rispondenze ritmiche, come si nota nelle inclinazioni delle teste. La Madonna è tipica della produzione matura del pittore, che lasciò il posto all'elegante e raffinata giovinetta in favore di una donna più matura, semplice e severa, in linea con il clima spirituale savonaroliano. Il dipinto però non rispetta quelle indicazioni di austera semplicità propugnate dal frate ferrarese, arricchendosi, pur con misura, di una straordinaria ricchezza cromatica e un'attenzione ai dettagli piacevoli, come le ricche vesti di alcuni personaggi e le elaborate acconciature delle donne.